# Ernst Soner
Ernst Soner (Norimberga, 1572 – Altdorf bei Nürnberg, 28 settembre 1612) è stato un filosofo e medico tedesco, insegnante dell'Accademia di Altdorf che professava una teologia unitariana.

## Biografia
Studiò filosofia dal 1589 al 1592 all'Accademia di Altdorf, allievo degli aristotelici Nikolaus Taurellus e Philipp Scherbe. Professore nel 1595, per approfondire gli studi di medicina, nel 1597 si recò a Leida, dove conobbe i polacchi antitrinitari Christopher Ostorodt e Andrew Wojdowski e aderì alla dottrina unitariana, poi in Inghilterra, in Francia e in Italia, a Padova, dove ebbe per insegnante Cesare Cremonini. Si laureò in medicina a Basilea ed esercitò dapprima la professione a Norimberga per passare, nel 1605, all'insegnamento all'Accademia di Altdorf, della quale divenne rettore nel 1607.
Ufficialmente aristotelico con elementi dottrinari neo-platonici, in medicina fu seguace di Galeno contro Paracelso. Benché nascondesse pubblicamente le sue teorie antitrinitarie, vietate come eretiche dal Consiglio cittadino, ne fece partecipi alcuni suoi allievi, come Michael Gittich, Martin Ruar, Jonas Schlichting e Johannes Crell.

## Opere
- Theses de febribus, 1596
- Theses de sanguinis missione in genere, pro Galeno, 1597
- Disputatio inauguralis de melancholia, 1601
- Decas III disputationum medicarum selectarum, 1620
- Theses medicae de sanguinis detractione per venas, 1606
- De materia prima disputationes duae, 1607
- Disputatio de morbis materiae, 1609
- De insomniis, 1610
- De vita contemplativa, 1610
- Disputatio physica de motu, 1610
- Problemata miscellanea ex physicis et metaphysicis, 1610
- Disputatio de morbis formae sive totius substantiae, 1610
- In librum hermeneias commentatio sive periphrasis, 1641
- Theses de iride coelesti, 1644
- Oratio de Theophrasto Paracelso eiusque perniciosa medicina, 1644
- An doctrina Trinitatis sit mysterium? 1654
- Demonstratio theologica et philosophica quod aeterna impiorum supplicia non arguant Dei iustitiam sed iniustitiam, 1654
- Commentarium in libros XII Metaphysicae Aristotelis, 1657